# Andreas Urs Sommer

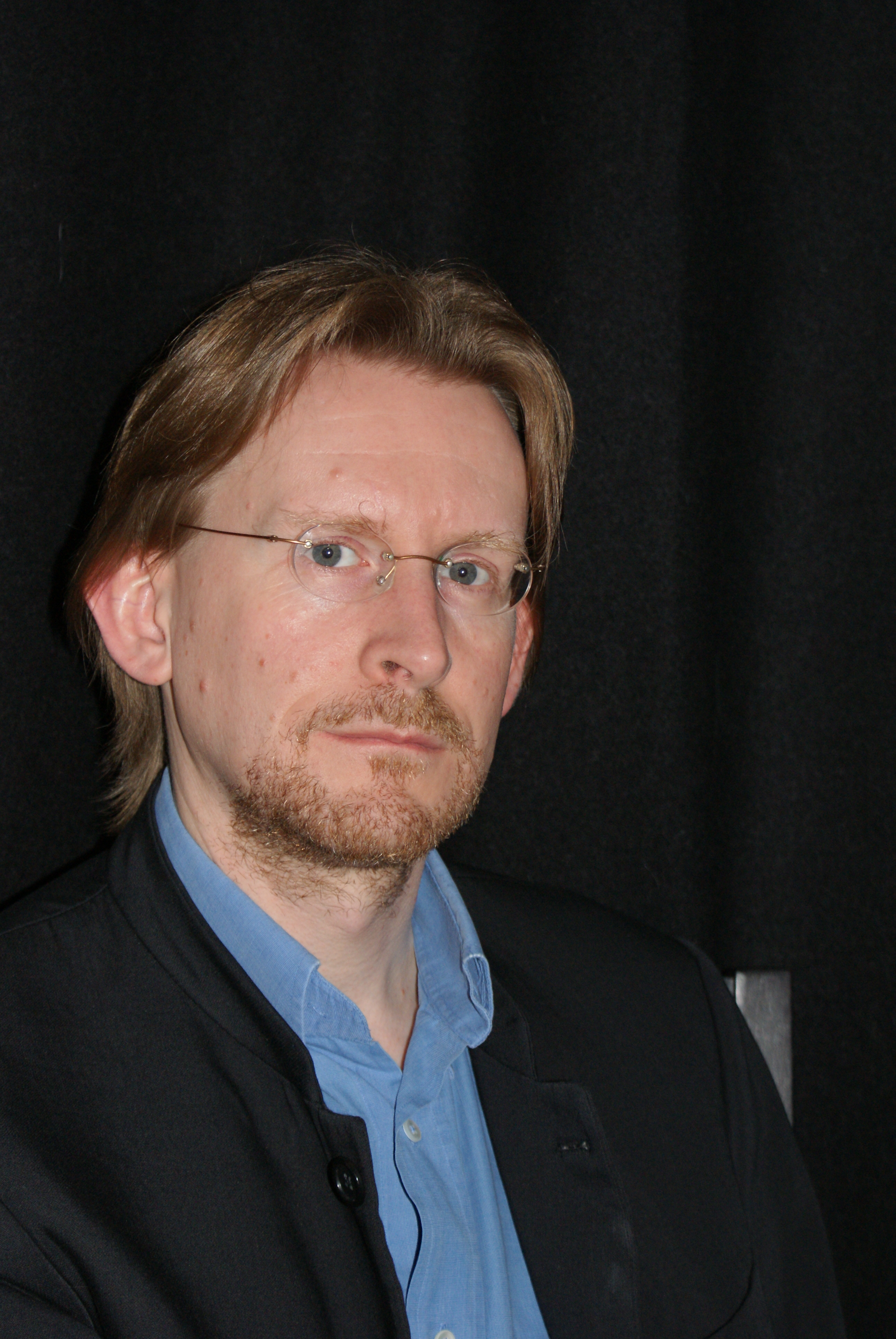
Andreas Urs Sommer (2011)

Andreas Urs Sommer (* 14. Juli 1972 in Zofingen, Kanton Aargau) ist ein Schweizer Philosoph, Publizist und Numismatiker. Seit Oktober 2016 ist er Inhaber einer Akademie-Professur für Philosophie mit Schwerpunkt Kulturphilosophie und seit 2019 Geschäftsführender Direktor des Nietzsche-Forschungszentrums an der Albert-Ludwigs-Universität Freiburg.

## Leben
Andreas Sommer studierte nach seiner Schulzeit in Aarburg und Basel Philosophie, Kirchen- und Dogmengeschichte sowie Deutsche Literaturwissenschaft an den Universitäten Basel, Göttingen und Freiburg i. Br. 1995 schloss er mit dem Lizenziat in Basel ab, 1998 wurde er ebenda mit der Bewertung summa cum laude promoviert.
1996/97 war er Wissenschaftlicher Mitarbeiter am Frey-Grynaeischen Institut in Basel. 1998 erhielt er einen Lehrauftrag am Philosophischen Seminar der Universität Basel. In den Jahren 1998/99 war Sommer „Visiting Research Fellow“ an der Princeton University und von 1999 bis 2001 Forschungsstipendiat des Schweizerischen Nationalfonds für die wissenschaftliche Forschung an der Forschungs- und Studienstätte für Europäische Kulturgeschichte der Herzog August Bibliothek in Wolfenbüttel. 2000 wurde Sommer Wissenschaftlicher Assistent am Philosophischen Institut der Universität Greifswald, wechselte aber 2001 als „Visiting Fellow“ an das Institute of German Studies, School for Advanced Study der University of London. Wiederum in Greifswald habilitierte er sich 2004 mit der Arbeit Sinnstiftung durch Geschichte? Zur Genese der Geschichtsphilosophie zwischen Bayle und Kant. 2000 bis 2007 lehrte er an der Universität Greifswald Philosophie mit besonderer Berücksichtigung der Philosophiegeschichte, im Wintersemester 2007/08 an der Universität Mannheim, seit 2008 Philosophie am Philosophischen Seminar der Universität Freiburg. 2011 wurde er in Freiburg zum außerplanmäßigen Professor für Philosophie ernannt. Im Wintersemester 2013/14 war Sommer Gastprofessor an der Staatlichen Hochschule für Gestaltung Karlsruhe.
Seit 2014 ist er Leiter der Forschungsstelle Nietzsche-Kommentar der Heidelberger Akademie der Wissenschaften mit Sitz an der Universität Freiburg. Im Oktober 2016 hat Sommer einen Ruf auf eine W3-Professur für Philosophie mit Schwerpunkt Kulturphilosophie an der Universität Freiburg / Akademie-Professur in Kooperation mit der Heidelberger Akademie der Wissenschaften angenommen. Für 2019/2020 wurde er als Gastprofessor (Professeur invité) an die École normale supérieure (Paris) berufen.
Sommer ist Spezialist für die Philosophie Friedrich Nietzsches, der Aufklärung und der Frühen Neuzeit sowie für die Methodologie der Philosophiegeschichtsschreibung. Seit 2008 ist Sommer wesentlich beteiligt am Nietzsche-Kommentar der Heidelberger Akademie der Wissenschaften, der an der Universität Freiburg erarbeitet wird, sowie Direktor der Friedrich-Nietzsche-Stiftung in Naumburg (Saale). Einem breiteren Publikum ist er mit Zeitungs- und Zeitschriftenartikeln sowie insbesondere mit seinen populären philosophischen Büchern Die Kunst, selber zu denken, Lohnt es sich, ein guter Mensch zu sein? sowie Die Kunst des Zweifelns bekannt geworden. Darin erprobt er eine neue Form skeptischer Philosophie und kritischer Aufklärung. Sommer ist durch eine moderne Adaption stoischen Denkens hervorgetreten, dessen Potenzial als Philosophie der Seelenruhe er neu erschliessen will: Die Stoa soll von ihrem metaphysischen und moralistischen Ballast befreit werden. Sein Buch Werte. Warum man sie braucht, obwohl es sie nicht gibt (2016) plädiert für aufgeklärte Wertepluralität, die als positives Kennzeichen von Modernität verstanden wird.
Seine Philosophie hat Sommer auch im Fernsehen dargestellt. In Eine Demokratie für das 21. Jahrhundert. Warum die Volksvertretung überholt ist und die Zukunft der direkten Demokratie gehört (2022) plädiert er für eine direkt-partizipatorische Demokratie, die den Bürgern weitgehende Mitbestimmungsrechte bei politischen Sachentscheidungen einräumt. In seinem jüngsten Buch Entscheide dich! Der Krieg und die Demokratie (2023) argumentiert Sommer, gerade die gegenwärtige fundamentale Krise biete Chancen zu einer direktdemokratischen Transformation der Gesellschaft und direkte Demokratien erzwängen durch die stete Einübung in Entscheidungen eine Entideologisierung der gesellschaftlichen Debatte, in der dann Sachanliegen statt Parteimeinung in den Vordergrund träten.
Sommer ist Mitglied des Deutschschweizer PEN-Zentrums (DSPZ).
Neben seiner Tätigkeit als Philosoph beschäftigt sich Sommer auch mit Numismatik, insbesondere der des byzantinischen Reichs.

## Auszeichnungen
- 1992 3. Eligiuspreis der Deutschen Numismatischen Gesellschaft
- 1994 De-Wette-Preis der Theologischen Fakultät an der Universität Basel
- 1999 Visiting Research Fellow an der Princeton University
- 1999 Stipendium des Schweizerischen Nationalfonds
- 2000 Stipendium des Schweizerischen Nationalfonds
- 2001 Stipendium des Schweizerischen Nationalfonds
- 2001 Visiting Fellow an der University of London
- 2003 Die Goldene Brille / La lunette d’or der Schweizerischen Akademie für Geistes- und Sozialwissenschaft SAGW für seine Glossen unter dem Titel „Ethikrat“ in der Wochenzeitung Die Zeit und seine philosophischen Briefe im Magazin (Tages-Anzeiger, Zürich).
- 2007 Vreneli-Preis für herausragende Beiträge im Bereich der Numismatik und zur Philosophie des Sammelns[13]
- 2012 Shortlist des Tractatus-Preis für philosophische Essayistik mit dem Buch Lexikon der imaginären philosophischen Werke[14]
- 2012 Friedrich-Nietzsche-Preis
- 2016 Sonderpreis im Rahmen des Programms Geisteswissenschaften International für das Buch Werte: Warum man sie braucht, obwohl es sie nicht gibt[15]
- 2017 Shortlist des Tractatus-Preis für philosophische Essayistik mit dem Buch Werte. Warum man sie braucht, obwohl es sie nicht gibt[16]
- 2017/18 Carl Friedrich von Siemens Fellowship[17]
- 2023 Shortlist des Tractatus-Preis für philosophische Essayistik mit dem Buch Entscheide dich! Der Krieg und die Demokratie[18]

## Veröffentlichungen
Monografien
- Der Geist der Historie und das Ende des Christentums. Zur „Waffengenossenschaft“ von Friedrich Nietzsche und Franz Overbeck. Mit einem Anhang unveröffentlichter Texte aus Overbecks „Kirchenlexicon“. Akademie, Berlin 1997, ISBN 3-05-003112-3.
- Friedrich Nietzsches „Der Antichrist“. Ein philosophisch-historischer Kommentar (= Beiträge zu Friedrich Nietzsche. Bd. 2). Schwabe, Basel 2000, ISBN 3-7965-1098-1.
- zusammen mit Dagmar Winter und Miguel Skirl: Die Hortung. Eine Philosophie des Sammelns. Parerga, Düsseldorf 2000, ISBN 3-930450-54-2.
- Zur militärischen Metaphorik im Stoizismus (= Schriftenreihe der Eidgenössischen Militärbibliothek und des Historischen Dienstes. Nr. 2). EMB/BBL, Bern 2002, ISBN 3-906969-01-0
- Geschichte als Trost. Isaak Iselins Geschichtsphilosophie (= Schwabe Horizonte). Schwabe, Basel 2002, ISBN 3-7965-1940-7.
- Die Kunst, selber zu denken. Ein philosophischer Dictionnaire (= Die andere Bibliothek. Bd. 214). Eichborn, Frankfurt am Main 2002, ISBN 3-8218-4521-X.
- Krieg und Geschichte. Zur martialischen Ursprungsgeschichte der Geschichtsphilosophie (= Schriftenreihe der Eidgenössischen Militärbibliothek und des Historischen Dienstes. Nr. 5). EMB/BBL, Bern 2003, ISBN 3-906969-04-5.
- Christof Boehringer (Hrsg.): Katalog der byzantinischen Münzen. Münzsammlung der Georg-August-Universität Göttingen im Archäologischen Institut. Universitätsverlag, Göttingen 2004, ISBN 3-930457-30-X (online; PDF; 1,6 MB).
- Lohnt es sich, ein guter Mensch zu sein? Und andere philosophische Anfragen. Eichborn, Frankfurt am Main 2004, ISBN 3-8218-5590-8.
- Die Kunst des Zweifelns. Anleitung zum skeptischen Philosophieren (= Beck’sche Reihe. Bd. 1664). Beck, München 2005, ISBN 3-406-52838-4.
- Sinnstiftung durch Geschichte? Zur Genese der spekulativ-universalistischen Geschichtsphilosophie zwischen Pierre Bayle und Immanuel Kant (= Schwabe Philosophica. Bd. 8). Schwabe, Basel 2006, ISBN 3-7965-2214-9.
- zusammen mit Peter Schulz: Fritz Buri. Sein Weg. Leben – Denken – Glauben. V&R Unipress, Göttingen 2007, ISBN 978-3-89971-314-5.
- Die Kunst der Seelenruhe. Anleitung zum stoischen Denken (= Beck’sche Reihe. Bd. 1940). Beck, München 2009, ISBN 978-3-406-59194-5.
- Die Münzen des byzantinischen Reiches 491–1453. Mit einem Anhang: Die Münzen des Reiches von Trapezunt. Battenberg, Regenstauf 2010, ISBN 978-3-86646-061-4.
- Geschichte und Gegenwart der Akademischen Zunft (= Basler Universitätsreden. Bd. 109). Schwabe, Basel 2011, ISBN 978-3-7965-2789-0.
- Lexikon der imaginären philosophischen Werke (= Die andere Bibliothek. Bd. 326). Eichborn, Frankfurt am Main 2012, ISBN 978-3-8218-6241-5.
- Kommentar zu Nietzsches Der Fall Wagner. Götzen-Dämmerung (= Historischer und kritischer Kommentar zu Friedrich Nietzsches Werken. Bd. 6/1). De Gruyter, Berlin/Boston 2012, ISBN 978-3-11-028683-0.
- Kommentar zu Nietzsches Der Antichrist. Ecce homo. Dionysos-Dithyramben. Nietzsche contra Wagner (= Historischer und kritischer Kommentar zu Friedrich Nietzsches Werken. Bd. 6/2). De Gruyter, Berlin/Boston 2013, ISBN 978-3-11-029277-0.
- Kommentar zu Nietzsches Jenseits von Gut und Böse (= Historischer und kritischer Kommentar zu Friedrich Nietzsches Werken. Bd. 5/1). De Gruyter, Berlin / Boston 2016, ISBN 978-3-11-029307-4.
- Werte. Warum man sie braucht, obwohl es sie nicht gibt. J. B. Metzler, Stuttgart 2016, ISBN 978-3-476-02649-1.
- Nietzsche und die Folgen. J. B. Metzler, Stuttgart 2017, ISBN 978-3-476-02654-5.[19] 2., erweiterte Auflage mit einem Anhang: Fake Nietzsche. J. B. Metzler, Stuttgart 2019.
- Was bleibt von Nietzsches Philosophie? Duncker & Humblot, Berlin 2018 (= Lectiones Inaugurales. Bd. 19), ISBN 978-3-428-15429-6.
- Kommentar zu Nietzsches „Zur Genealogie der Moral“ (= Heidelberger Akademie der Wissenschaften (Hg.): Historischer und kritischer Kommentar zu Friedrich Nietzsches Werken, Bd. 5/2). De Gruyter, Berlin / Boston 2019, ISBN 978-3-11-029337-1, ISBN 978-3-11-038892-3 (E-Book).
- zusammen mit Matthias Politycki: Haltung finden. Weshalb wir sie brauchen und trotzdem nie haben werden. J. B. Metzler, Stuttgart 2019, ISBN 978-3-476-04981-0.
- Eine Demokratie für das 21. Jahrhundert. Warum die Volksvertretung überholt ist und die Zukunft der direkten Demokratie gehört. Herder, Freiburg/Basel/Wien 2022, ISBN 978-3-451-39167-5.
- Entscheide dich! Der Krieg und die Demokratie. Herder, Freiburg/Basel/Wien 2023, ISBN 978-3-451-39437-9.
- Kommentar zu Nietzsches Menschliches, Allzumenschliches I (= Heidelberger Akademie der Wissenschaften (Hg.): Historischer und kritischer Kommentar zu Friedrich Nietzsches Werken, Bd. 2/1.1 und Bd. 2/1.2). 2 Teilbände. XVII + 1104 Seiten. Berlin / Boston: Walter de Gruyter 2025, ISBN 978-3-11-029281-7, Ebook: ISBN 978-3-11-029295-4.

Als Herausgeber
- zusammen mit Niklas Peter: Franz Overbecks Briefwechsel mit Paul de Lagarde. In: Zeitschrift für Neuere Theologiegeschichte. Bd. 3, 1996, S. 127–172.
- Im Spannungsfeld von Gott und Welt. Studien zu Geschichte und Gegenwart des Frey-Grynaeischen-Institutes in Basel 1747–1997. Schwabe, Basel 1997, ISBN 3-7965-1063-9.
- Existenzphilosophie und Christentum. Albert Schweitzer und Fritz Buri. Briefe 1935–1964. Beck, München 2000, ISBN 3-406-46730-X.
- zusammen mit Volker Depkat und Matthias Müller: Wozu Geschichte(n)? Geschichtswissenschaft und Geschichtsphilosophie im Widerstreit. Steiner, Stuttgart 2004, ISBN 3-515-08419-3.
- Johann Friedrich Wilhelm Jerusalem: Schriften (= Historia Scientiarum). Mit einer Einleitung hrsg. von Andreas Urs Sommer. Olms-Weidmann, Hildesheim/Zürich/New York, ISSN 1430-8320.
  - Bd. 1: Briefe über die Mosaischen Schriften und Philosophie. Betrachtungen über die vornehmsten Wahrheiten der Religion. Erster Theil. 2007, ISBN 978-3-487-13220-4.
  - Bd. 2: Betrachtungen über die vornehmsten Wahrheiten der Religion. Zweyter Theil. 2007, ISBN 978-3-487-13221-1.
  - Bd. 3: Betrachtungen über die vornehmsten Wahrheiten der Religion. Zweyten Theils zweyter Band oder viertes Stück. 2007, ISBN 978-3-487-13222-8.
  - Bd. 4: Nachgelassene Schriften. Erster Theil: Fortgesetzte Betrachtungen über die vornehmsten Wahrheiten der Religion. Hinterlaßne Fragmente. 2007, ISBN 978-3-487-13223-5.
  - Bd. 5: Nachgelassene Schriften. Zweyter und letzter Theil. 2007, ISBN 978-3-487-13224-2
- Franz Overbeck: Werke und Nachlass. Bd. 8: Briefe. Unter Mitarbeit von Andreas Urs Sommer ausgewählt, herausgegeben und kommentiert von Niklaus Peter und Frank Bestebreurtje. Metzler, Stuttgart/Weimar 2008, ISBN 978-3-476-00970-8.
- Nietzsche – Philosoph der Kultur(en)? De Gruyter, Berlin/New York 2008, ISBN 978-3-11-020130-7.
- Friedrich Nietzsche: Der Antichrist. Fluch auf das Christentum. Mit Beiträgen von Andreas Urs Sommer und Thomas Jöchler. RaBaKa-Publishing, Neuenkirchen 2008, ISBN 978-3-940185-08-2.
- mit Wolfert von Rahden: Abgrund = Zeitschrift für Ideengeschichte. Heft V/2, Sommer 2011. Beck, München, ISSN 1863-8937.
- mit Barbara Neymeyr: Nietzsche als Philosoph der Moderne. Winter, Heidelberg 2012, ISBN 978-3-8253-5812-9.
- mit Wolfert von Rahden: Namen = Zeitschrift für Ideengeschichte. Heft VII/1, Frühjahr 2013, Beck, München, ISBN 978-3-406-64461-0.
- mit Dieter Birnbacher: Moralkritik bei Schopenhauer und Nietzsche (= Beiträge zur Philosophie Schopenhauers. Bd. 13). Königshausen & Neumann, Würzburg 2013, ISBN 978-3-8260-5081-7.
- Charles-Augustin Sainte-Beuve: Menschen des XVIII. Jahrhunderts (= Die andere Bibliothek. Bd. 355). Übersetzt von Ida Overbeck, initiiert von Friedrich Nietzsche. Mit frisch entdeckten Aufzeichnungen von Ida Overbeck neu ediert von Andreas Urs Sommer. Die Andere Bibliothek, Berlin 2014, ISBN 978-3-8477-0355-6.
- Karl Jaspers: Nietzsche, hg. von Dominic Kaegi und Andreas Urs Sommer = Karl Jaspers: Gesamtausgabe, hg. im Auftrag der Heidelberger Akademie der Wissenschaften und der Akademie der Wissenschaften zu Göttingen. I. Abteilung: Werke, Bd. 18. XCIV + 644 Seiten. Basel: Schwabe, 2020, ISBN 978-3-7965-3983-1.
- The Complete Works of Friedrich Nietzsche, Bd. 9: The Case of Wagner / Twilight of the Idols / The Antichrist / Ecce Homo / Dionysos Dithyrambs / Nietzsche Contra Wagner. With an Afterword by Andreas Urs Sommer. Translated by Adrian Del Caro, Carol Diethe, Duncan Large, George H. Leiner, Paul S. Loeb, Alan D. Schrift, David F. Tinsley, and Mirko Wittwar, Stanford, CA: Stanford University Press 2021, ISBN 978-1-5036-1254-9.